# Niedziałki-Nowopole
Niedziałki-Nowopole – zniesiona kolonia w Polsce, położona w województwie mazowieckim, w powiecie żuromińskim, w gminie Kuczbork-Osada.
W latach 1975–1998 miejscowość administracyjnie należała do województwa ciechanowskiego.